# Hueso angular

El angular es un hueso de origen dérmico ubicado en el maxilar inferior (mandíbula) de los peces óseos, anfibios y reptiles (aves incluidas). Está conectado con todos los huesos de la mandíbula inferior: el dentario (que es toda la mandíbula en los mamíferos), el hueso esplenial, el hueso suprangular, el hueso gonial y hueso articular. Es homólogo al hueso del tímpano (pars timpánica en anatomía humana) en mamíferos, debido a la incorporación de varios huesos de la mandíbula hacia el oído medio de los mamíferos en su evolución temprana.

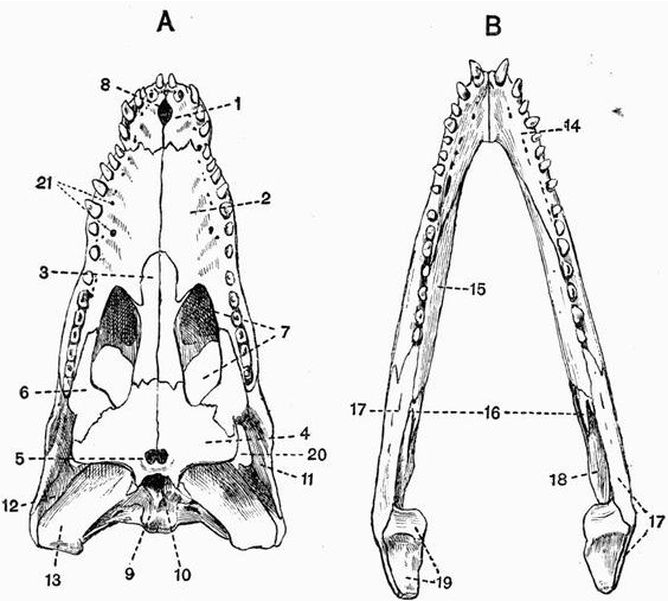
A, vista palatal del cráneo; B, y mandíbula de yacaré (Caiman latirostris). 18) Angular
Arcos mandibular e hiodeo del pez Gadus morhua.
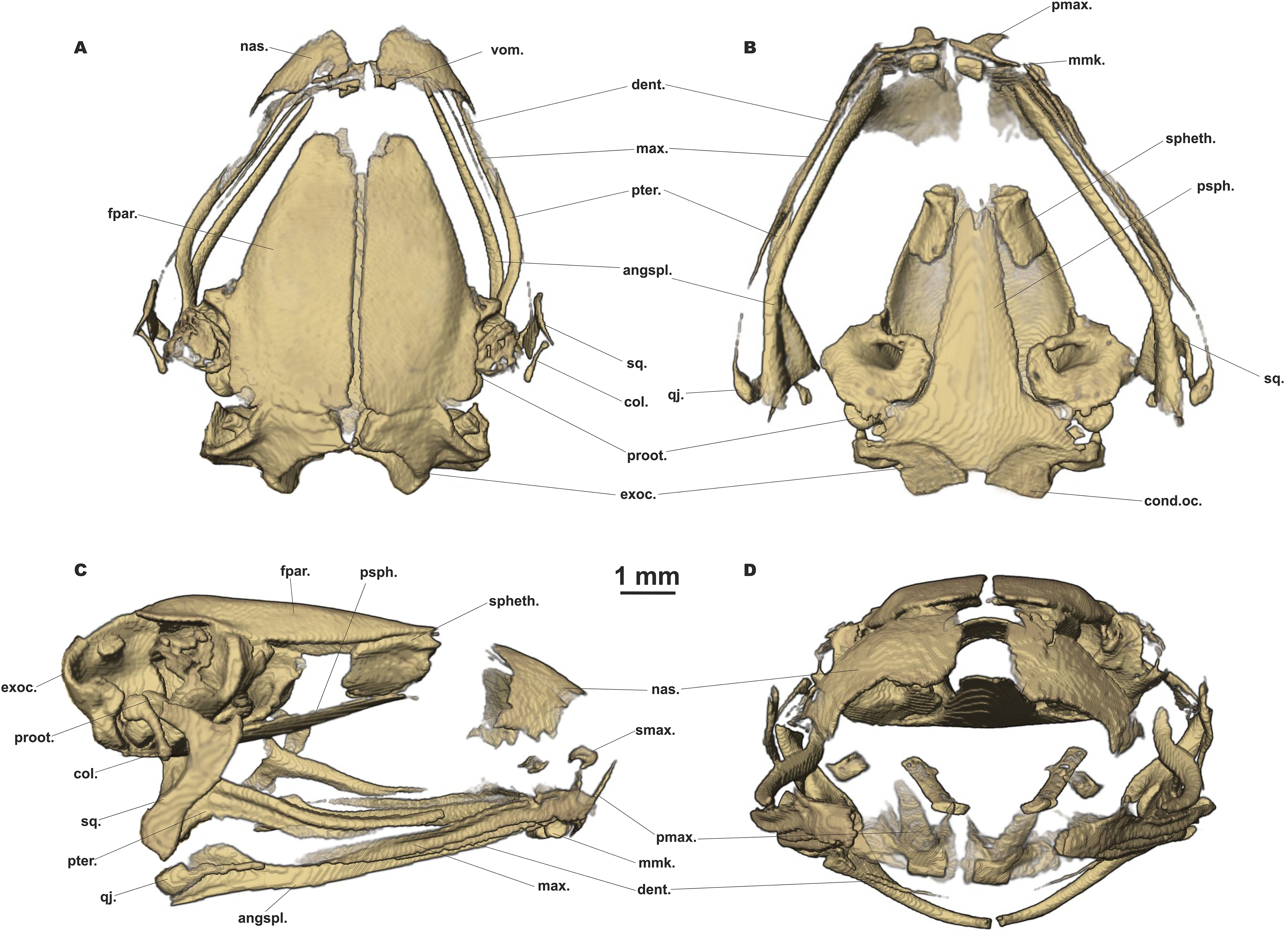
Cráneo del anfibio Siamophryne troglodytes. Angspl= angulosplenial (fusión del hueso angular con el hueso esplenial)